# Pomponne de Trivulce
Pomponio Trivulzio, connu en France sous le nom de Pomponne de Trivulce (Né à Milan), fut gouverneur de Lyon de 1532 à 1536. Il fut un humaniste et soutint l'essor des arts à Lyon durant cette période.

## Biographie
Né à Milan et neveu de Théodore de Trivulce, Pomponne, lieutenant général de 1527 à 1532, le seconda longtemps dans son rôle de gouverneur avant d'obtenir lui-même le titre en 1532. Vraisemblablement d'origine militaire, son début de carrière est inconnu. On sait qu'il vient à Lyon en compagnie de son oncle et il s'y installe définitivement. On sait qu'il loge dans la rue Grenette dans la maison du Cheval Blanc, dont il est probable qu'il soit propriétaire.
En tant que lieutenant général, il fait face à la Grande Rebeyne en avril 1529, et failli se faire tuer le 25 du mois juste avant sa fuite. Cette dernière est contée ainsi : « Contraint de gagner le couvent des Jacobins, il saillit sur les murailles de ce monastère, traversa, au moyen d'un[e] échelle de la rue Saint-Dominique alors en construction, le mur des Célestins, puis passa la Saône dans un batelet et arriva enfin dans le cloître Saint Jean. »
À la mort de son oncle Théodore, en octobre 1532, il est nommé gouverneur de la ville de Lyon. Il est reçu avec faste par le Consulat de Lyon. C'est en cette qualité qu'il reçoit à Lyon Éléonore de Habsbourg le 26 mai 1533, et François 1er en 1536 lors de son passage pour combattre Charles Quint en Provence.
Gouverneur impliqué, il fait prendre par son lieutenant Jean du Peyrat une ordonnance sur l'aumône et la charité pour les pauvres et fait chasser les mendiants de la ville. Outre son activité militaire où il continue les travaux de fortification de la ville, et régit le port d'arme, il s'intéresse grandement à l'essor des arts et des lettres à Lyon. Humaniste, il est considéré comme ayant facilité l'essor de la Renaissance italienne en France. Il côtoie notamment Symphorien Champier et Ortensio Lando qui lui dédient des ouvrages, Eustorg de Beaulieu qui le célèbre comme son maître, et permet l'impression d'ouvrages interdits ailleurs comme Stephani Doleti orationes duæ in Tholosam d'Étienne Dolet et Cymbalum mundi en françoys de Bonaventure Des Périers. Notamment après son gouvernorat qui sera donné le 11 octobre 1536 à François de Tournon par François 1er.